# Kaya Egeo 10
Kaya Egeo 10 is een lied van de Nederlandse rapper Hef. Het stond in 2022 als derde track op het album Hefvermogen 2.

## Achtergrond
Kaya Egeo 10 is geschreven door Davey Soenarto en Julliard Frans en geproduceerd door Davey Donovan. Het is een nummer dat past in de genres nederhop en trap. In het lied rapt Hef over verschillende zaken in zijn eigen leven. De titel verwijst naar het adres van een villa aan de Jan Thielbaai in Curaçao.

## Hitnoteringen
Hoewel het nummer niet als single werd uitgebracht, had Hef toch bescheiden succes met het lied in Nederland. Het stond op de 96e plaats van de Single Top 100 in de enige week dat het in deze hitlijst te vinden was. De Top 40 en haar Tipparade werden niet bereikt.